# Richard Grün
Richard Grün (* 23. Juli 1883 in Mannheim; † 10. April 1947) war ein deutscher Baustoffchemiker und Hochschullehrer.

## Leben
Richard Grün studierte an den Universitäten Jena und Kiel Chemie. 1904 wurde er Mitglied des Corps Saxonia Jena. Nach der Promotion zum Dr. phil. im Jahr 1910 wurde er Assistent an der Chemischen Versuchsstation von Hermann Passow in Blankenese. 1911 wechselte er zu den Zement- und Filterwerken Hansa in Haiger, zu deren Direktor er 1912 ernannt wurde. Nach dem Ersten Weltkrieg, an dem er von 1914 bis 1918 als Soldat, ab 1915 im Rang eines Leutnants, teilnahm, wurde er Teilhaber der obigen Versuchsstation. 1919 wechselte er als Direktor, Geschäftsführer und Laboratoriumsvorstand an das Forschungsinstitut der Hüttenzement-Industrie und wurde Geschäftsführer des Vereins deutscher Hochofenzementwerke e.V. Die RWTH Aachen ernannte ihn am 24. Juni 1930 zum Honorarprofessor für hydraulische Bindemittel und Beton an der Fakultät für Bauwesen. Darüber hinaus war Grün mit einem eigenen Institut als Bausachverständiger in Ratingen-Hösel tätig.
Grün verfasste Lehr- und Handbücher zur Bauchemie und publizierte über 150 Einzelarbeiten in einschlägigen Fachzeitschriften.

## Auszeichnungen
- Eisernes Kreuz
- Zähringer Löwenorden

## Schriften (Auswahl)
- Handbuch für Eisenbeton, 4. Band: Flüssigkeitsbehälter,
- Der Beton, 1926
- Der Zement, 1927
- Chemische Widerstandsfähigkeit von Beton, 1928.
- Der Hochofenzement, 1929
- Wir und die Technik, 1942.
- Chemie für Bauingenieure und Architekten, das Wichtigste aus dem Gebiet der Baustoff-Chemie in gemeinverständlicher Darstellung. J. Springer, Berlin 1939. 4. Auflage 1949.